# Peter Mihatsch
Peter Mihatsch (* 26. Dezember 1940 in Leitmeritz; † 7. Dezember 2018 in Stuttgart) war ein deutscher Industriemanager. Er gilt insbesondere als der Vater des D2-Mobilfunknetzes in Deutschland.
Mihatsch studierte Elektrotechnik mit Spezialisierung auf Nachrichtentechnik. Nach Stationen am Garching Max-Planck-Institut für Plasmaphysik arbeitet er ab 1966 für die Varian Associates und wechselte er  1971 zum Stuttgarter Kommunikationsspezialisten Standard Elektrik Lorenz, wo er Generalbevollmächtigter wurde. Mit der Übernahme durch Alcatel wurde er dort Executive Vice President in Brüssel. 1988 wechselte er zu Mannesmann und war maßgeblich am Aufbau der Mannesmann-Mobilfunksparte beteiligt. 1998 verließ er das Unternehmen. Nachdem er zwischenzeitlich Standortbeauftragter des Landes Baden-Württemberg gewesen und für die Kirch-Gruppe des Medienunternehmers Leo Kirch gearbeitet hatte, wurde er Ende 2003 als Nachfolger von Klaus Mangold Aufsichtsratsvorsitzender von Toll Collect.
Er war seit 2005 Träger der Alexander-Graham-Bell-Medaille des Telekommunikationsverbands VAF.